# Bryophaenocladius kobayashii
Bryophaenocladius kobayashii är en tvåvingeart som beskrevs av Makarchenko 2006. Bryophaenocladius kobayashii ingår i släktet Bryophaenocladius och familjen fjädermyggor. Inga underarter finns listade i Catalogue of Life.